# نخستین بوسه برای هفتمین بار
نخستین بوسه برای هفتمین بار (کره‌ای: 첫키스만 일곱번째; لاتین‌نویسی اصلاح‌شده: Cheotkiseuman Ilgopbeonjjae) یک مجموعه اینترنتی تبلیغاتی محصول کره جنوبی است که برای فروشگاه بزرگ لوته تولید شده‌است. این مجموعه از ۵ دسامبر ۲۰۱۶ تا ۵ ژانویه ۲۰۱۷، به صورت آنلاین از طریق ناور تی‌وی و یوتیوب، روزهای دوشنبه و سه‌شنبه ساعت ۱۰:۰۰ (کی‌اس‌تی) پخش شد.

## بازیگران

### اصلی
- لی چو هی در نقش مین سو-جین
- چوی جی وو در نقش الهه (قسمت ۱، ۷)
- لی جون گی در نقش خودش (قسمت ۱–۲)
- پارک هه جین در نقش خودش (قسمت ۲–۳)
- جی چانگ ووک در نقش خودش (قسمت ۳–۴)
- کای در نقش خودش (قسمت ۴–۵)
- اوک تک یون در نقش خودش (قسمت ۵–۶)
- لی جونگ سوک در نقش خودش (قسمت ۶–۷)
- لی مین هو در نقش خودش (قسمت ۸)